# Hällevik
Hällevik é uma pequena localidade da Suécia, pertence ao município (comuna) de Sölvesborg, que está situado na província histórica de Blekinge.
Tem cerca de 813 habitantes, e pertence à Comuna de Sölvesborg.
Está situada a 11 km a sudeste da cidade de Sölvesborg.
Dispõe de uma praia de banhos muito procurada, um museu da pesca (Hälleviks fiskemuseum) e várias instalações de fumagem de peixe.